# Die Tafelrunde
Die Tafelrunde ist ein satirischer Monatsrückblick in ORF III. Die Sendung wird im ORF Radiokulturhaus aufgezeichnet, Moderator und Gastgeber ist Gerald Fleischhacker.
Die seit 2018 ausgestrahlte Sendung ist zu unterscheiden von dem 2008 gegründeten gleichnamigen Autorenkollektiv, bestehend aus Gerald Fleischhacker, Rudi Roubinek, Klaus Oppitz und Mike Bernard.
Bei der Show treffen fünf Kabarettistinnen und Kabarettisten aufeinander, um gemeinsam die wichtigsten Themen des vergangenen Monats satirisch Revue passieren zu lassen. Jeder Künstler hat ein Stand-up, bei dem er sich mit einem Thema oder mehreren Themen humorvoll auseinandersetzt. Dazwischen wird in der Runde das Wichtigste des Monats besprochen.

## Filmografie

### Sendungen 2018
- Ausgabe 1 mit Florian Scheuba, Gregor Seberg, Aida Loos und Guido Tartarotti (25. Oktober 2018)
- Ausgabe 2 mit Thomas Maurer, Christof Spörk, Aida Loos und Guido Tartarotti (29. November 2018)
- Ausgabe 3 (Jahresrückblick) mit Gebrüder Moped, Lisa Eckhart, Stefan Haider und Guido Tartarotti (29. Dezember 2018)

### Sendungen 2019
- Ausgabe 4 mit Andreas Vitásek, Comedy Hirten, Angelika Niedetzky und Guido Tartarotti (31. Jänner 2019)
- Ausgabe 5 mit Gery Seidl, Gebrüder Moped, Aida Loos und Guido Tartarotti (7. März 2019)
- Ausgabe 6 mit Gernot Kulis, Christoph Fälbl, Angelika Niedetzky und Guido Tartarotti (4. April 2019)
- Ausgabe 7 mit Gregor Seberg, Nina Hartmann, Christoph & Lollo und Guido Tartarotti (9. Mai 2019)
- Ausgabe 8 (Spezial-Ausgabe zum „Ibiza-Video“) mit Florian Scheuba, Herbert Steinböck, Kernölamazonen und Guido Tartarotti (22. Mai 2019)
- Ausgabe 9 mit Andreas Vitásek, Stefan Haider, Aida Loos und Guido Tartarotti (26. September 2019)
- Ausgabe 10 mit Florian Scheuba, Joesi Prokopetz, Magda Leeb und Guido Tartarotti (7. November 2019)
- Ausgabe 11 mit Gebrüder Moped, Severin Groebner, Aida Loos und Guido Tartarotti (28. November 2019)
- Ausgabe 12 (Jahresrückblick) mit einem Best-Of 2019

### Sendungen 2020
- Ausgabe 13 mit Florian Scheuba, Gery Seidl, Angelika Niedetzky und Guido Tartarotti (6. Februar 2020)
- Ausgabe 14 mit Leo Lukas, Christof Spörk, Aida Loos und Guido Tartarotti (27. Februar 2020)
- Ausgabe 21 (ohne Publikum) mit Florian Scheuba, Gery Seidl, Aida Loos und Petutschnig Hons (28. Mai 2020)
- Ausgabe 22 mit Andreas Vitásek, BlöZinger, Lydia Prenner-Kasper und Severin Groebner (1. Oktober 2020)
- Ausgabe 23 mit Andreas Vitásek, Günther Lainer, Guido Tartarotti und Aida Loos (12. November 2020)
- Ausgabe 24 mit Florian Scheuba, Gernot Haas, Angelika Niedetzky und Guido Tartarotti (26. November 2020)
- Ausgabe 25 (Jahresrückblick) mit einem Best-Of-2020

### Sendungen 2021
- Ausgabe 26 mit Florian Scheuba, Leo Lukas, Gebrüder Moped und Caroline Athanasiadis (28. Jänner 2021)
- Ausgabe 27 mit Gery Seidl, Christof Spörk, Isabell Pannagl und Guido Tartarotti (25. Februar 2021)
- Ausgabe 28 mit Thomas Maurer, Andreas Vitásek, Verena Scheitz und Christoph & Lollo (25. März 2021)
- Ausgabe 30 mit Andreas Vitásek, Florian Scheuba, Herbert Steinböck und Nadja Maleh (29. April 2021)
- Ausgabe 31 mit Florian Scheuba, Severin Groebner, Angelika Niedetzky, Klaus Oppitz & Michael Nikbakhsh (27. Mai 2021)
- Ausgabe 32 von der Praterbühne mit Gery Seidl, Andreas Vitásek, Lydia Prenner-Kasper und Günther Lainer ("Kabarett unter Sternen", 24. Juni 2021)
- Ausgabe 33 von der Praterbühne mit Klaus Eckel, Viktor Gernot, Angelika Niedetzky und Florian Scheuba ("Kabarett unter Sternen", 28. Juli 2021)
- Ausgabe 34 von der Praterbühne mit Gernot Kulis, Kernölamazonen, Stefan Haider und Nadja Maleh ("Kabarett unter Sternen", 25. August 2021)
- Ausgabe 36 mit Alex Kristan, Florian Scheuba, Christoph & Lollo und Aida Loos (30. September 2021)
- Ausgabe 37 mit Gery Seidl, Thomas Maurer, Lydia Prenner-Kasper und Rudi Schöller
- Ausgabe 38 mit Leo Lukas, Florian Scheuba, Clemens Maria Schreiner und Caroline Athanasiadis
- Ausgabe 39 (Jahresrückblick) mit Comedy Hirten, Angelika Niedetzky, Flo und Wisch und Christof Spörk (9. Dezember 2021)

### Sendungen 2022
- Ausgabe 42 (Jahresausblick) mit Gebrüder Moped, Petutschnig Hons, Antonia Stabinger und Nadja Maleh
- Ausgabe 43 mit Omar Sarsam, Christof Spörk, Nadja Maleh und Isabell Pannagl
- Ausgabe 44 (aus dem Orpheum Graz) mit Gernot Kulis, Petutschnig Hons, Caroline Athanasiadis und Nina Hartmann
- Ausgabe 45 mit Florian Scheuba, Günther Lainer, Lydia Prenner-Kasper und Isabel Meili
- Ausgabe 46 (aus dem Orpheum Graz) mit Clemens Maria Schreiner, Comedy Hirten, Angelika Niedetzky und Nadja Maleh
- Ausgabe 47 mit Christoph Fritz, Severin Groebner, Angelika Niedetzky und Tereza Hossa
- Ausgabe 48 (aus dem Orpheum Graz) mit Gernot Haas, Stefan Haider, Aida Loos, Malarina
- Ausgabe 49 mit Thomas Maurer, Herbert Steinböck, Lydia Prenner-Kasper und Aida Loos
- Ausgabe 50 von der Praterbühne mit Gernot Kulis, Tricky Niki, Malarina und Lydia Prenner-Kasper
- Ausgabe 51 von der Praterbühne mit Florian Scheuba, Benedikt Mitmannsgruber, Nadja Maleh, Verena Scheitz
- Ausgabe 52 von der Praterbühne mit Viktor Gernot, Petuschnig Hons, Caroline Athanasiadis und Angelika Niedetzky
- Ausgabe 53 mit Thomas Maurer, Pepi Hopf, Lydia Prenner-Kasper und Caroline Athanasiadis
- Ausgabe 54 mit Gery Seidl, Severin Groebner, Lydia Prenner-Kasper und Aida Loos
- Ausgabe 56 (Jahresrückblick) mit einem Best-Of 2022 (15. Dezember 2022)

### Spezialausgaben
Während des COVID-19-Lockdowns in Österreich sendete „Die Tafelrunde“ wöchentlich und präsentierte Beiträge aus den Wohnungen der Kabarettistinnen und Kabarettisten.
- Die Tafelrunde Spezial mit Florian Scheuba, Gernot Haas, Kernölamazonen und Guido Tartarotti (19. März 2020)
- Die Tafelrunde Spezial mit Thomas Maurer, Comedy Hirten, Gebrüder Moped, Lydia Prenner-Kasper und Severin Groebner (25. März 2020)
- Die Tafelrunde Spezial mit Gernot Kulis, Omar Sarsam, Weinzettl & Rudle, Isabel Meili und Guido Tartarotti (1. April 2020)
- Die Tafelrunde Spezial mit Florian Scheuba, Gregor Seberg, Lydia Prenner-Kasper, Kernölamazonen und Benedikt Mitmannsgruber (16. April 2020)
- Die Tafelrunde Spezial mit Alex Kristan, Manuel Rubey, Christof Spörk, Elena Wolff und Guido Tartarotti (23. April 2020)
- Die Tafelrunde Spezial mit Thomas Maurer, Comedy Hirten, Günther Lainer, Angelika Niedetzky und Christoph & Lollo (14. Mai 2020)
- Die Tafelrunde Spezial (Ausgabe 29) zum 50. Geburtstag von Gerald Fleischhacker (8. April 2021)
- Die Tafelrunde Spezial (Ausgabe 35) – Die besten Momente von der Praterbühne
- Die Tafelrunde Spezial (Ausgabe 40) – Die besten Momente 2021
- Die Tafelrunde Weihnachtsausgabe (Ausgabe 41) mit Viktor Gernot, Herbert Steinböck, Lydia Prenner-Kasper, Angelika Niedetzky und Isabell Pannagl (16. Dezember 2021)
- Die Tafelrunde Spezial (Ausgabe 55) anlässlich der 50. Ausgabe der Tafelrunde mit einem Best Of aus vier Jahren (1. Dezember 2022)

## Auszeichnungen
- Die Tafelrunde wurde für den Österreichischen Kabarettpreis 2019, 2020 und 2022 (Publikumspreis) und 2023 (Fernsehpreis)[4] nominiert.
- Gerald Fleischhacker war 2020 für die Romy (Kategorie Unterhaltung) nominiert.